# Aerologia

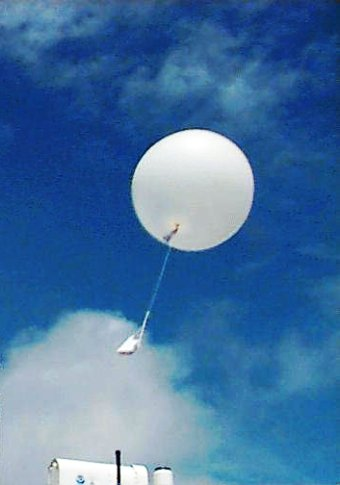
Ar é uma mistura de gases que compõem a atmosfera da terra.

Aerologia (do grego clássico: άήρ, aer, "ar"; e λόγος, logos, "estudo") é a ciência que estuda a composição e estrutura da atmosfera terrestre. 
A aerologia estuda questões como a camada de ozono, as correntes atmosféricas e o efeito da dinâmica da atmosfera no clima e noutras questões ambientais. Os métodos de estudo empregues incluem a observação por satélite, o envio de foguetes sonda, radiosondas, balões meteorológicos e o estudo por laser.